# Osso d'Ishango

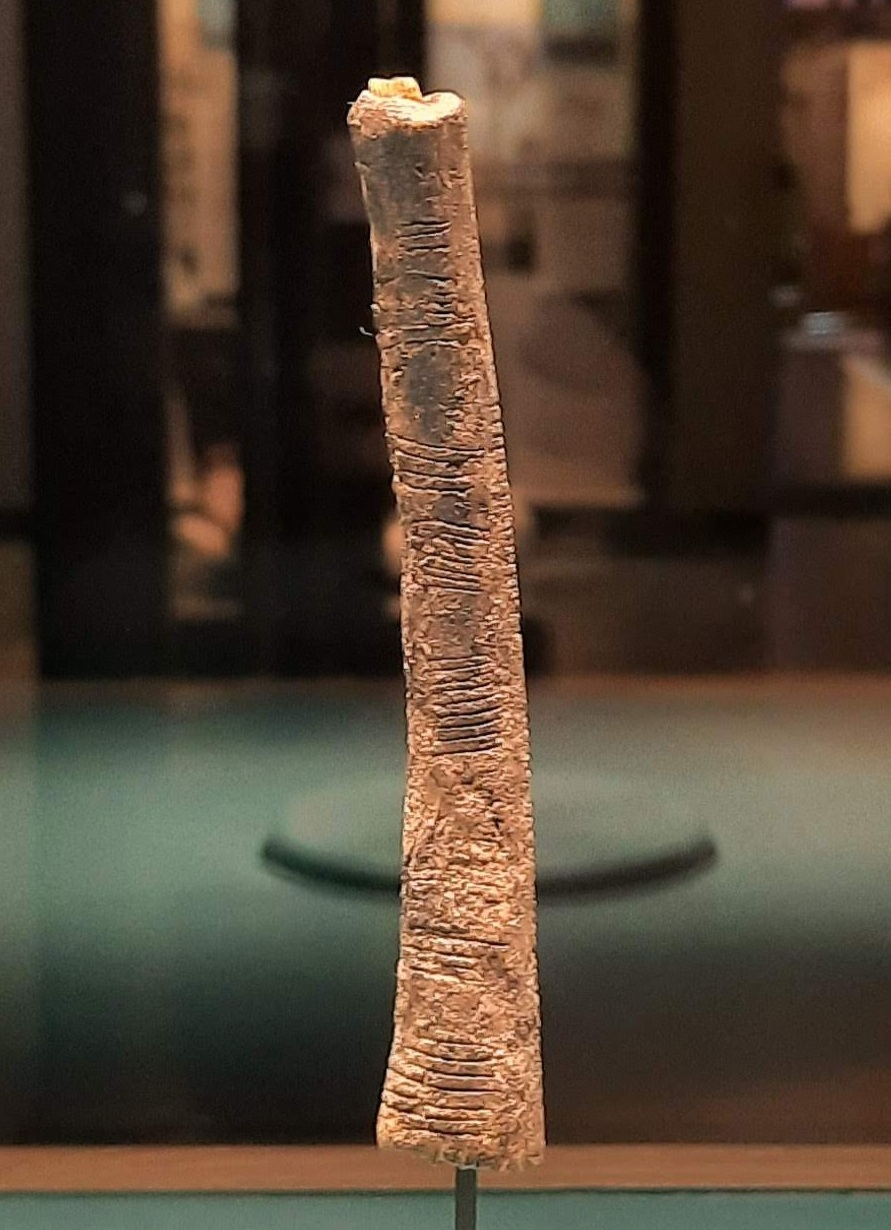
L'osso di Ishango esposto al Museo di scienze naturali di Bruxelles

L'osso d'Ishango è un reperto in osso datato al Paleolitico superiore, e precisamente tra il 20.000 a.C. e il 18.000 a.C. Si tratta del perone di un babbuino, di colore scuro, con una scaglia tagliente di quarzo innestata a una estremità, probabilmente utilizzata per incidere. È ricoperto da una serie di scalfitture raggruppate in tre colonne che occupano tutta la lunghezza dell'oggetto.
Il reperto è in mostra permanente presso il Museo di scienze naturali di Bruxelles.

## Scoperta e datazione
Il reperto fu scoperto nel 1960 dal belga Jean de Heinzelin de Braucourt durante una campagna di esplorazione in quello che fu il Congo Belga. Fu rinvenuto vicino ad Ishango, nei pressi del lago Edoardo, lungo l'odierno confine tra l'Uganda e la Repubblica Democratica del Congo. La popolazione che nel 20.000 a.C. abitava le rive del lago potrebbe essere stata tra le prime a utilizzare i numeri per contare; ma questa società durò poche centinaia di anni perché fu distrutta da un'eruzione vulcanica.
In un primo tempo il reperto fu datato solo tra il 9.000 a.C. e il 6.500 a.C. Successivamente, con ulteriori indagini condotte sul sito di ritrovamento è stato possibile ridefinire la sua origine di circa 10.000 anni, portandola a circa il 20.000 a.C.

## Ipotesi sul significato delle incisioni

### Calcoli matematici

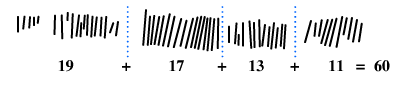
Colonna sinistra

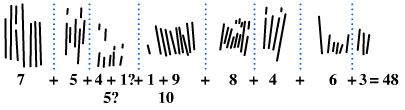
Colonna centrale

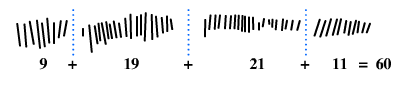
Colonna destra

L'organizzazione delle tacche in tre raggruppamenti asimmetrici implica che la loro funzione fosse pratica, più che decorativa, tanto da far supporre che la loro disposizione sia dovuta alla necessità di sviluppare un sistema numerico.
La colonna centrale inizia con tre tacche (leggendo da destra verso sinistra) e subito dopo si trovano 6 tacche (il doppio). Lo stesso procedimento si nota per il numero 4, seguito dall'otto. Per poi invertire il sistema per il numero 10 che è seguito dal 5. Questi numeri, quindi, non possono essere puramente casuali, ma suggeriscono una qualche comprensione della moltiplicazione e divisione per 2. Pertanto l'osso può essere stato utilizzato come uno strumento di "calcolo" per semplici procedure matematiche.
Inoltre, i numeri di tacche su entrambi i lati della colonna centrale parrebbero indicare una maggiore capacità di "calcolo" dell'utilizzatore del manufatto. I numeri su entrambe le colonne di destra e sinistra sono tutti dispari (9, 11, 13, 17, 19 e 21). Quelli incisi nella colonna di sinistra sono tutti numeri primi compresi tra 10 e 20, mentre quelli sulla colonna di destra sono composti nella maniera 10 + 1, 10 - 1, 20 + 1 e 20 - 1. E ancora, se si sommano i numeri presenti sulle colonne esterne possiamo ottenere i totali 60 e 48 nella colonna centrale, entrambi divisibili per 12; si ritrovano ancora i concetti di moltiplicazione e divisione.

### Calendario lunare
L'archeologo Alexander Marshack ha esaminato l'osso al microscopio e ha ritenuto che esso possa rappresentare i sei mesi di un calendario lunare; ma Judy Robinson ha contestato questa interpretazione affermando che secondo lei l'evidenza dei dati non supporterebbe l'ipotesi di un calendario lunare. L'etnomatematica Claudia Zaslavsky ha suggerito che questo fatto potrebbe indicare che lo strumento discendesse dall'opera creativa di una femmina umana; rappresenterebbe, infatti, il tracciamento delle fasi lunari in correlazione con il ciclo mestruale.